# Leptoctenus daoxianensis
Leptoctenus daoxianensis är en spindelart som beskrevs av Yin, Tang och Gong 2000. Leptoctenus daoxianensis ingår i släktet Leptoctenus och familjen Ctenidae. Inga underarter finns listade i Catalogue of Life.